# Coelichneumon annulipes
Coelichneumon annulipes là một loài tò vò trong họ Ichneumonidae.